# Jagdgeschwader 110
Jagdgeschwader 110 (dobesedno slovensko: Lovski polk 110; kratica JG 110) je bil lovski letalski polk (Geschwader) v sestavi nemške Luftwaffe med drugo svetovno vojno; to je bila šolska enota za učenje novih pilotov.

## Organizacija
- štab
- I. skupina
- II. skupina[1]